# Riviera de Levante
La Riviera de Levante (Riviera ligure di levante en italiano, Rivëa de Levante en ligur) es la región geográfica que comprende el tramo de costa situado en la parte oriental de la más amplia riviera ligur (a menudo simplemente llamada Riviera). Según la definición usual, se extiende desde la desembocadura del río Magra en la provincia de La Spezia hasta los barrios orientales de Génova, también existe una definición más geográfica que pone el límite entre la Riviera de Levante y la Riviera de Poniente sobre el punto más septentrional del mar de Liguria a la desembocadura del torrente Leira, de manera que la Riviera de Levante comprendería todo el territorio municipal de Génova con la excepción de los barrios de Crevari y Vesima y de parte del conglomerado urbano de Voltri.
Se contrapone con la Riviera ligur de Poniente que, siempre convencionalmente, se extiende desde Génova (o de la desembocadura del torrente Leira) a la frontera con Francia o, más correctamente desde el punto de vista geográfico hasta Cap Martin (cerca de 5 km al oeste de Mentone).

## Subdivisiones geográficas
La Riviera de Levante puede ser dividida en diversas zonas principales: desde el oeste (Bogliasco) al este se encuentra el Golfo Paradiso, de ahí el Golfo de Tigullio.
Después del tramo de costa que corre entre Portofino y Sestri Levante, comienza la Riviera spezzina con las Cinque Terre, luego el Golfo de La Spezia y al fin el brevísimo litoral sarzanés que va desde la desembocadura del río Magra hasta el límite con la Toscana.

## Características
La riviera de Levante está constituida de una costa con una longitud de alrededor de 130 km, fragmentada y muy articulada en ensenadas, bahías y refugios. La complejidad orográfica del territorio no facilita el acceso a los centros principales, casi todos situados a los pies de los valles que descienden al mar, sin embargo junto a esta característica morfológica de la zona, aparecen los paisajes sugestivos y únicos en su género, sobre todo por lo que se refiere a los elementos antrópicos presentes.

## Curiosidad
En la Riviera de Levante están presentes algunos parques y reservas naturales como el Parque natural regional de Porto Venere, el parque nacional de las Cinque Terre y la Reserva marina de Portofino.
Además la UNESCO ha conferido el título de Patrimonio de la Humanidad a las Cinque Terre, Porto Venere y a las islas Palmaria, Tino y Tinetto.

## Municipios
Sobre la Riviera de Levante las localidades costeras que se encuentran de oeste a este son:
| Provincia | Municipios |
| --------- | --- |
| Génova    | Bogliasco, Pieve Ligure, Sori, Recco, Camogli, Portofino, Santa Margherita Ligure, Rapallo, Zoagli, Chiavari, Lavagna, Sestri Levante, Moneglia |
| La Spezia | Deiva Marina, Framura, Bonassola, Levanto, Monterosso al Mare, Vernazza, Riomaggiore, Porto Venere, La Spezia, Lerici, Ameglia, Sarzana         |